# L'Apostat
L'Apostat (titre original : The Apostate) est une nouvelle américaine de Jack London publiée aux États-Unis en 1906.

## Historique
La nouvelle est publiée initialement dans le Woman's Home Companion en septembre 1906, avant d'être reprise dans le recueil When God Laughs and Other Stories en janvier 1911.

La nouvelle préoriginale porte le sous-titre Une parabole du travail des enfants, situation vécue par Jack London lui-même, qui a travaillé dans une usine de conserves, dans une fabrique de jute et dans une centrale électrique pendant son adolescence.

## Résumé
« - Je travaillerai plus jamais.

- Mon dieu, Johnny, ne dis pas une chose pareille ! » gémit-elle.

Ce qu'il venait de dire était un blasphème à ses oreilles. Elle était aussi choquée par ces mots qu'une mère qui entendrait son fils nier l'existence de Dieu.

À dix-huit ans, après avoir trimé dans les usines depuis l'âge de sept ans, Johnny se hisse dans un wagon de marchandises vide ...

## Éditions

### Éditions en anglais
- The Apostate, dans le Woman's Home Companion, septembre 1906.
- The Apostate, dans le recueil When God Laughs and Other Stories, un volume chez  The Macmillan Co, New York, janvier 1911.

### Traductions en français
- Le Renégat, traduit par Louis Postif, in Les Œuvres libres, Paris, Fayard, janvier 1931.
- L'Apostat, traduit par Clara Mallier, in Romans, récits et nouvelles, Paris, Gallimard, 2016[2].
- L'Apostat, traduit par Philippe Mortimer, Libertalia, février 2018.

## Sources
- « Bibliographie de Jack London », sur jack-london.fr (consulté le 19 février 2024)